# La dea della guerra
La dea della guerra è un romanzo fantasy facente parte del Ciclo di Avalon, che per anni ha impegnato la scrittrice statunitense Marion Zimmer Bradley fino alla sua morte nel 1999, in seguito proseguito da Diana L. Paxson.

## Trama
Britannia. 40-61 d.C. I Romani minacciano di invadere la Britannia, divisa in tribù e priva della forza e della coesione necessarie per impedirlo.
Una ragazza di nobile stirpe, chiamata Boudica, figlia del capo degli Iceni, è stata mandata ad Avalon per essere iniziata agli antichi misteri presso le sacerdotesse che da secoli presiedono quell'isola sacra.
Intraprende il viaggio insieme alla potente sacerdotessa Lhiannon, che diventerà la sua confidente e poi migliore amica.
Anni dopo, tornata nella terra degli Iceni, viene data in sposa ad un nobile locale, Prasutagos, abile sia nell'arte militare sia nell'oratoria politica; egli sfrutta le proprie abilità per allearsi con Roma e rinviare l'invasione. 
Egli riesce nel suo intento, garantendo al suo popolo una temporanea autonomia, ma dopo la sua morte, Boudica e le sue figlie si troveranno in pericolo. I Romani non le riconoscono il diritto a regnare, e gli Iceni - chiamati anche i Corvi - si sollevano contro l'invasore, in una battaglia senza precedenti.  

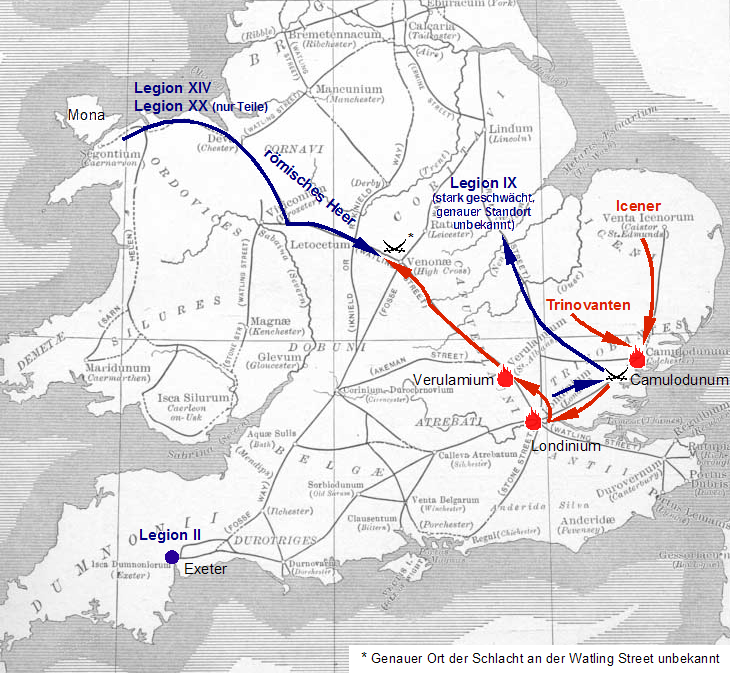
La campagna contro Budicca, regina degli Iceni, nel 61

## Ambientazione
Il marito di Boudica, Prasutagus, con il quale ebbe due figlie, i cui nomi sono sconosciuti, governò come alleato nominalmente indipendente di Roma e lasciò il suo regno congiuntamente alle sue figlie e all'imperatore romano nel suo testamento. Tuttavia, quando morì, la sua volontà fu ignorata, il regno fu annesso e le sue proprietà prese.
Secondo Tacito, Boudica venne frustata e le sue figlie violentate.
Nel 60 o 61 d.C., mentre il proconsole romano Gaio Svetonio Paolino stava conducendo una campagna contro i druidi dell'isola di Anglesey (nel Galles settentrionale), gli Iceni e i loro vicini, i Trinovanti, si ribellarono sotto la guida di Budica, furiosa per l'affronto subito e desiderosa di vendetta. Il primo obiettivo dei ribelli fu la colonia romana di Camulodunum (odierna Colchester), dove era presente molto risentimento verso i veterani Romani, che durante la loro permanenza avevano ripetutamente vessato la popolazione locale.
Ci fu una scarsa resistenza da parte dei locali e gli ultimi difensori furono assediati nel tempio dedicato al divo Claudio, arrendendosi dopo due giorni. Il futuro governatore, Quinto Petilio Ceriale, al comando della Legio IX Hispana cercò di riconquistare la città, ma fu sconfitto. L'esercito ribelle incendiò e rase al suolo anche Londinium (l'odierna Londra), che non aveva sufficienti truppe per difendersi dai ribelli, e Verulamium (oggi St Albans), per un totale di morti che si stima tra le 70 000 e le 80 000 persone.
La crisi indusse Nerone a considerare il ritiro di tutte le forze romane dalla Gran Bretagna, ma la vittoria di Svetonio su Boudica confermò il controllo romano della provincia. Boudica poi si uccise per evitare la cattura (secondo Tacito), o morì di malattia (secondo Cassio Dione).

## Edizione italiana
- Marion Zimmer Bradley e Diana L. Paxson, La dea della guerra, Milano, Longanesi (coll. La gaja scienza), 2008,  p. 400, ISBN 978-88-304-2519-4.